# Cante se Puder
Cante se Puder foi um programa de televisão brasileiro no formato de game show musical exibido pelo SBT, em que os competidores tinham de cantar músicas em situações adversas. Foi apresentado por Patrícia Abravanel e pelo humorista Marcio Ballas. Sua estreia como avant-première foi em 18 de dezembro de 2011, após o Domingo Legal. Já sua estreia fixa foi em 18 de janeiro de 2012, após o Programa do Ratinho. O programa é original do Reino Unido, sob o nome Sing If You Can, exibido pela ITV1.
O programa foi extinto em 19 de junho de 2013, devido a baixa audiência, no lugar estreou uma nova temporada do programa Amigos da Onça.
Foi reprisado entre 26 de março a 9 de abril de 2014, nas quartas-feiras às 18h30, dentro do novo Quem Não Viu, Vai Ver.

## Elenco

### Apresentadores
- Patrícia Abravanel - apresentadora
- Marcio Ballas - humorista

### Jurados
- Nany People - comediante
- Nahim - cantor
- Lola Melnick - dançarina

## Versões internacionais
| País           | Nome              | Apresentador(es)                       | Emissora           | Lançado                |
| -------------- | ----------------- | -------------------------------------- | ------------------ | ---------------------- |
| Reino Unido    | Sing If You Can   | Keith Lemon, Stacey Solomon            | ITV1               | 16 de abril de 2011    |
| Peru           | Canta si puedes   | Raúl Romero                            | América Televisión | 31 de agosto de 2011   |
| Lituânia       | Dainuok, jei gali | Algis Ramanauskas, Rimantė Kulvinskytė | LNK                | 25 de setembro de 2011 |
| Portugal       | Cante se Puder    | Andreia Rodrigues, César Mourão        | SIC                | 28 de julho de 2013    |
| Estados Unidos | Killer Karaoke    | Steve-O                                | truTV              | 2012                   |